# أوين ويندسور
أوين ويندسور (بالإنجليزية: Owen Windsor)‏ هو لاعب كرة قدم بريطاني، ولد في 17 سبتمبر 2001.